# Ahnidzor
Ahnidzor (en arménien Ահնիձոր) est une communauté rurale du marz de Lorri en Arménie. En 2008, elle compte 234 habitants.